# Zespół pałacowo-parkowy w Natolinie
Zespół pałacowo-parkowy w Natolinie (park Natoliński) – park znajdujący się przy ul. Nowoursynowskiej w Warszawie, w dzielnicach Ursynów i Wilanów. 

## Opis
Historia zespołu pałacowo-parkowego w Natolinie zaczyna się za panowania Jana III Sobieskiego. Wtedy król kupił wieś Milanowo, w której skład wchodził również las, na terenie dzisiejszego Natolina. W Milanowie zbudował pałac w Wilanowie, a na Natolinie stworzył Bażantarnię i zwierzyniec, w którym polował. 
Park jest udostępniany dla zwiedzających w ramach zorganizowanych spacerów z przewodnikiem.

### Pałac Potockich
Pałac został wybudowany na zlecenie Augusta Czartoryskiego według projektu Szymona Bogumiła Zuga w latach 1780–1782 w stylu klasycystycznym. W 1782 pałac odziedziczyła Elżbieta Lubomirska. W 1799 stał się własnością córki Lubomirskiej – Aleksandry i jej męża Stanisława Kostki Potockiego. W 1805 należał do ich syna Aleksandra i jego żony Anny Tyszkiewicz.
W 1807 wcześniejsza nazwa miejscowości Bażanteria została zmieniona na Natolin na cześć ich córki Natalii Potockiej urodzonej w tamtym roku. W 1808 przebudowano pałac według projektu Piotra Aignera. Architekt ten dobudował także oficynę, domy dozorców i wozownię ze stajnią. Budynek posiada zaokrągloną środkową salę wypełniającą dwa piętra i nakrytą kopułą wspieraną przez sześć kolumn.
W latach 1834–1838 kolejną przebudową zajął się Henryk Marconi. Zaprojektował pomnik-sarkofag Natalii Potockiej (zm. 1830), wyrzeźbiony przez Ludwika Kaufmanna. W parku wybudowano świątynię dorycką, bramę i most mauretański, a także akwedukt rzymski. Od 1892, po śmierci Aleksandry Potockiej (zwanej Augustową), wdowy po wnuku Stanisława Kostki Potockiego, do 1945 pałac należał do Branickich.
W czasie powstania warszawskiego i po jego upadku niemieckie wojska okupacyjne zdewastowały i rozgrabiły najcenniejsze budynki i budowle Natolina. Szczególnie barbarzyńsko potraktowany został pomnik Natalii Sanguszkowej, który posłużył za cel strzelającym do niego żołnierzom. Podobny los spotkał rzeźbę Junony w Salonie Otwartym. Zabytkowy park natoliński przeorano rowami strzeleckimi, niszcząc przy tym dużą część jego historycznego starodrzewu.
W 1945 roku Natolin został upaństwowiony i oddany pod opiekę Muzeum Narodowego w Warszawie, ale wkrótce stał się rezydencją Prezydenta Rzeczypospolitej Polskiej – czyli de facto Bolesława Bieruta, a następnie obiektem reprezentacyjnym Urzędu Rady Ministrów. Nieruchomość została ogrodzona. Generalne prace restauracyjne przeprowadzone jeszcze przez Muzeum zlikwidowały skutki wieloletnich zaniedbań i większość zniszczeń wojennych, a w Salonie Otwartym odsłonięto i zakonserwowano zamalowany w XIX wieku plafon Vincenza Brenny.
Poważny stan zagrożenia unikatowych wartości artystycznych, historycznych i krajobrazowych Natolina powstrzymany został na początku lat 90. XX wieku w wyniku decyzji o przekazaniu obiektu na cele edukacji europejskiej. Opiekująca się zabytkiem Fundacja Centrum Europejskie Natolin przeprowadziła prace konserwatorskie i adaptacyjne obiektów dawnego zespołu pałacowego, wykorzystując je m.in. na potrzeby Kolegium Europejskiego – filii College of Europe w Brugii – goszczącego od 1993 r. na terenie Natolina. Wzniesiono wówczas kilka nowych budynków przeznaczonych dla wykładowców i młodzieży akademickiej, rektorat oraz sale konferencyjne i wykładowe. Formę architektoniczną nowych budynków zharmonizowano z odrestaurowanymi obiektami zabytkowymi.

### Rezerwat przyrody Las Natoliński
W skład zespołu pałacowo-parkowego wchodzi też utworzony w 1991 roku rezerwat przyrody Las Natoliński ze zróżnicowanymi zbiorowiskami leśnymi, drzewami pomnikowymi i ciekawej rzeźbie terenu. Najcenniejszym elementem rezerwatu są zbiorowiska roślinne, będące pozostałością dawnych lasów liściastych charakterystycznych dla Doliny Środkowej Wisły.

## Galeria

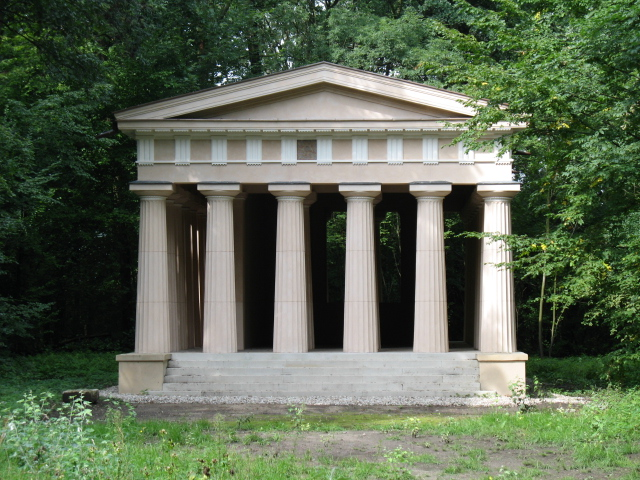
Świątynia dorycka
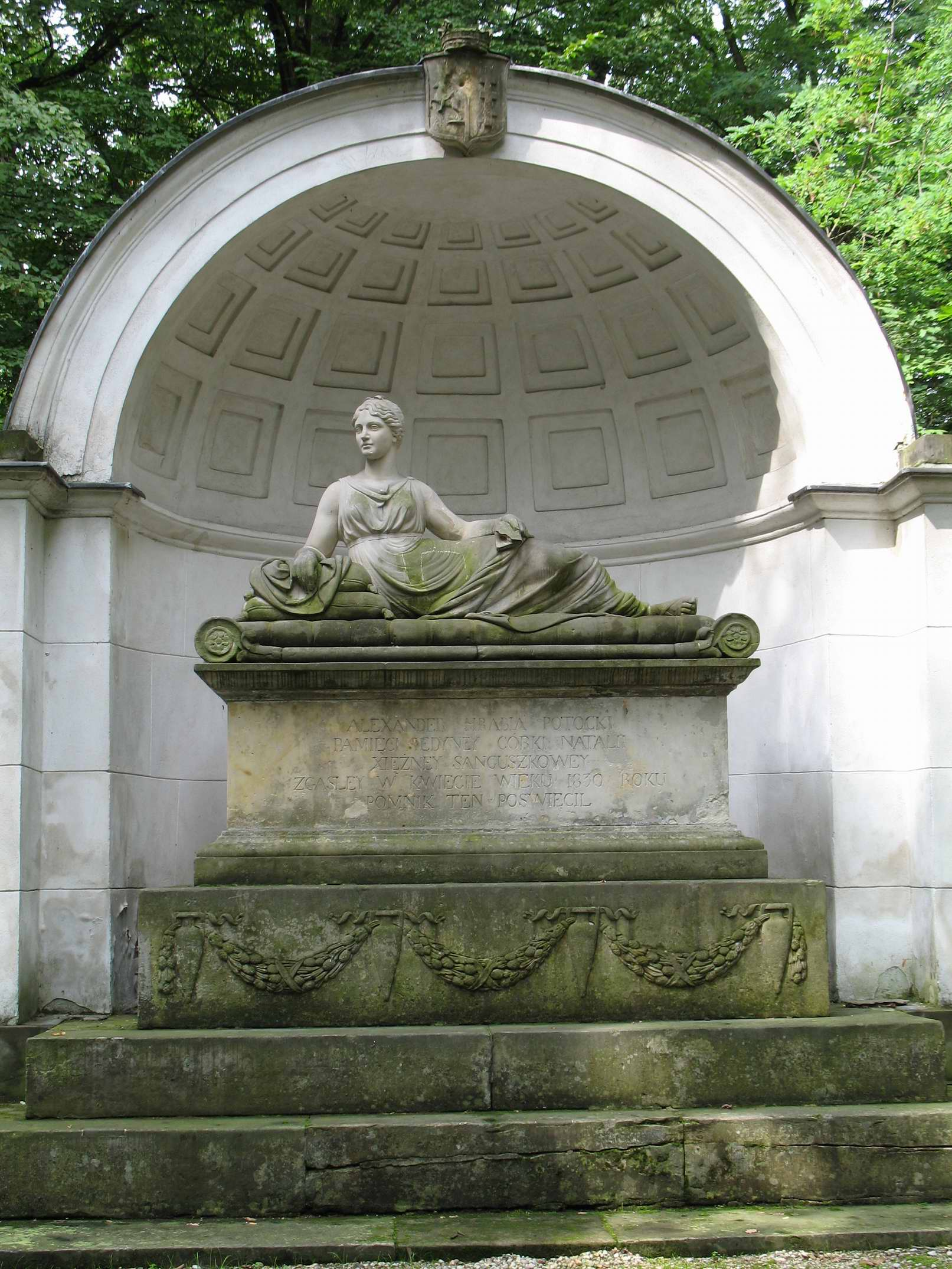
Pomnik-sarkofag Natalii z Potockich Sanguszkowej
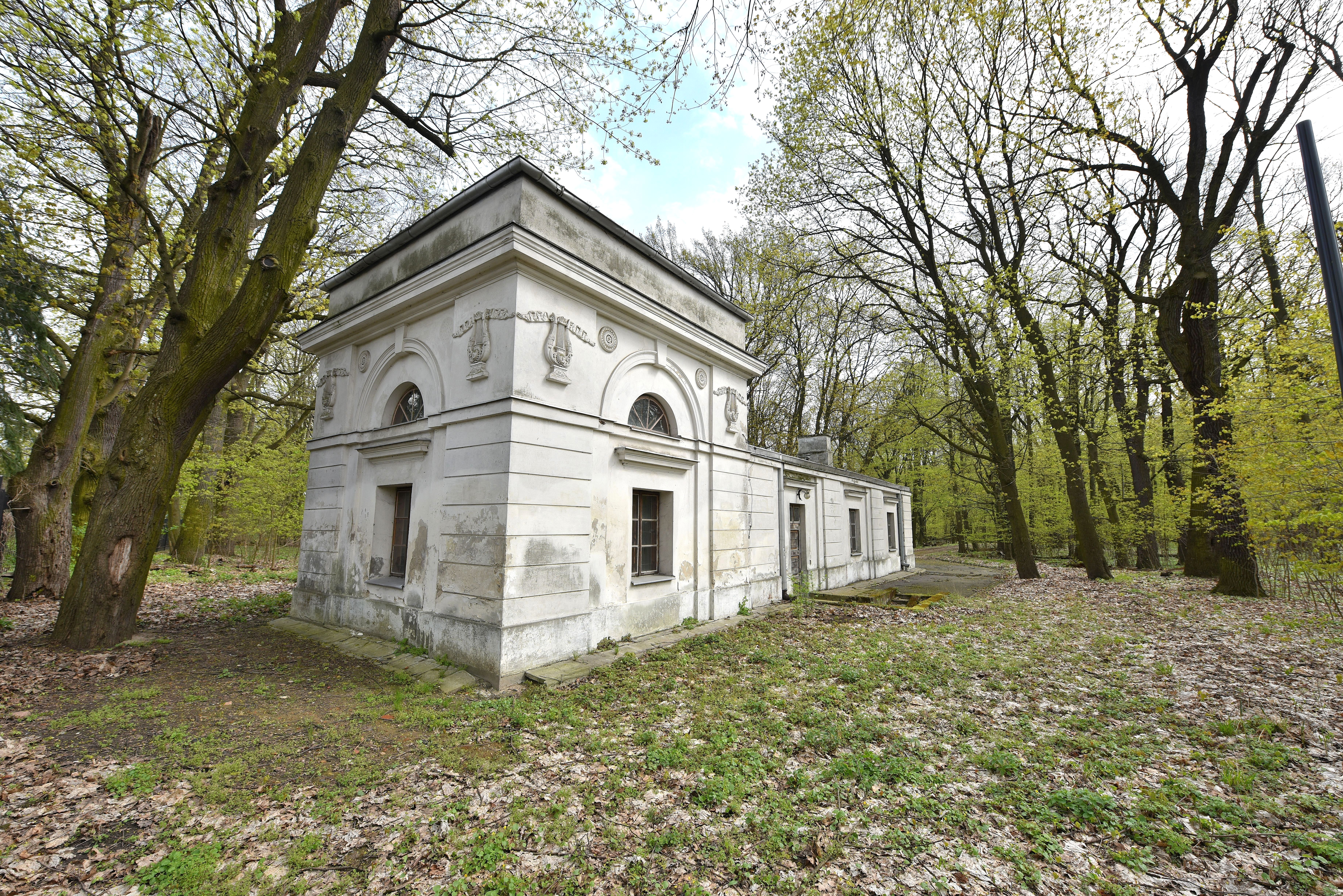
Domek dozorcy w górnym parku (wjazd od strony dawnej wsi Wolica), ul. Nowoursynowska
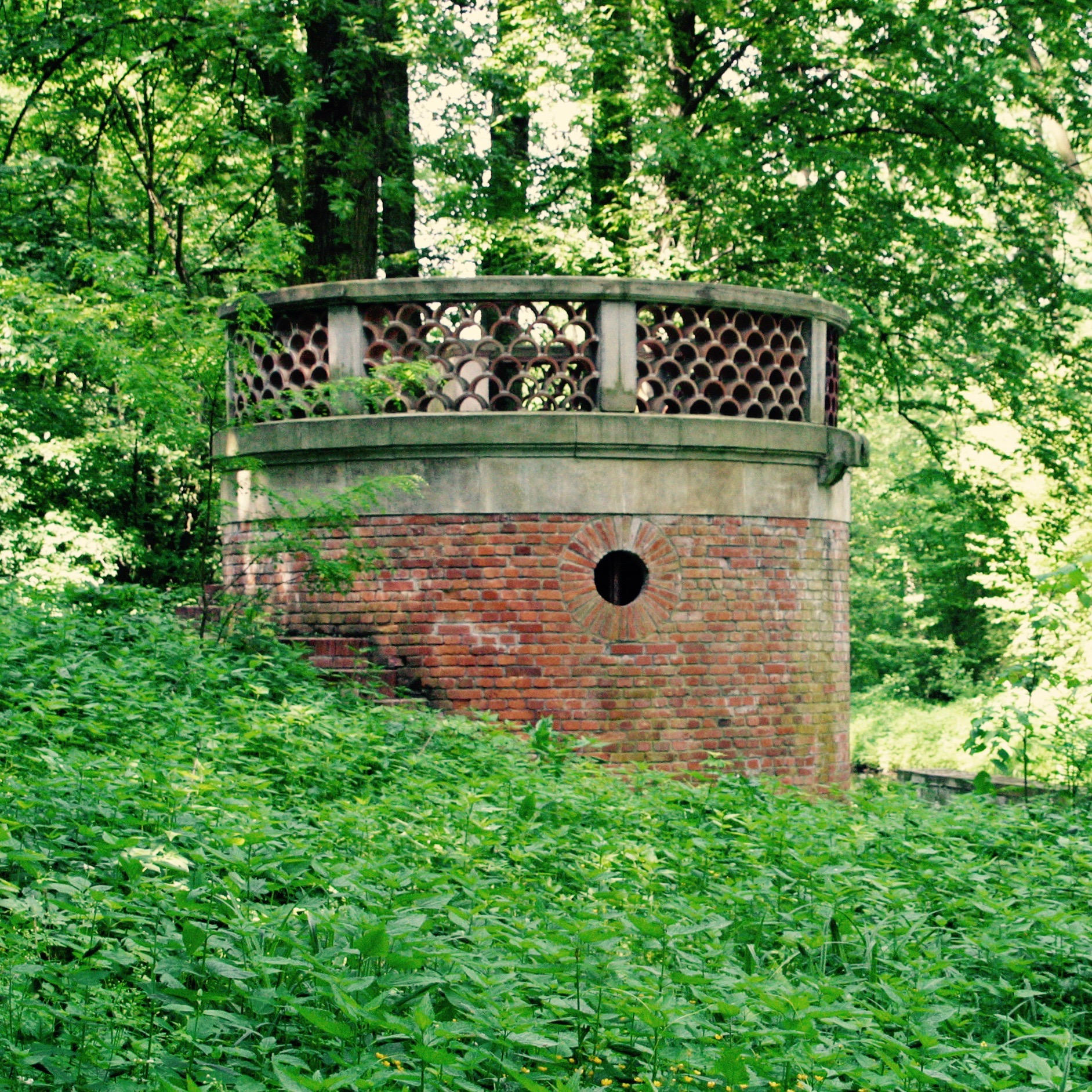
Dawna hydrofornia